# Eli Ben Rimoz
Eli Ben Rimoz, noto anche come Eli Ben Rimoj (in ebraico אלי בן רימוז'‎?; 20 novembre 1944), è un ex calciatore israeliano, di ruolo attaccante.

## Palmarès

### Club
- Coppa di Israele: 1

Hapoel Gerusalemme: 1972-1973

### Individuale
- Capocannoniere del campionato israeliano: 1

1970-1971 (20 reti)